# Hawthorn (Durham)
Hawthorn è un villaggio dell'Inghilterra, appartenente alla contea del Durham.